# Liste der Monuments historiques in Auger-Saint-Vincent
Die Liste der Monuments historiques in Auger-Saint-Vincent führt die Monuments historiques in der französischen Gemeinde Auger-Saint-Vincent auf.

## Liste der Objekte
| Bezeichnung               | Beschreibung                                                                     | Standort                        | Kennzeichnung | Schutzstatus | Datum | Bild |
| ------------------------- | -------------------------------------------------------------------------------- | ------------------------------- | ------------- | ------------ | ----- | ---- |
| Skulptur Madonna mit Kind | Kalkstein, polychrom gefasst und vergoldet, zweites Viertel des 14. Jahrhunderts | in der Kirche St-Caprais (Lage) | PM60000045    | Classé       | 1905  |      |
| Taufbecken                | Stein, polychrom gefasst, um 1500                                                | in der Kirche St-Caprais (Lage) | PM60004201    | Inscrit      | 1901  |      |